# 美國州律師公會

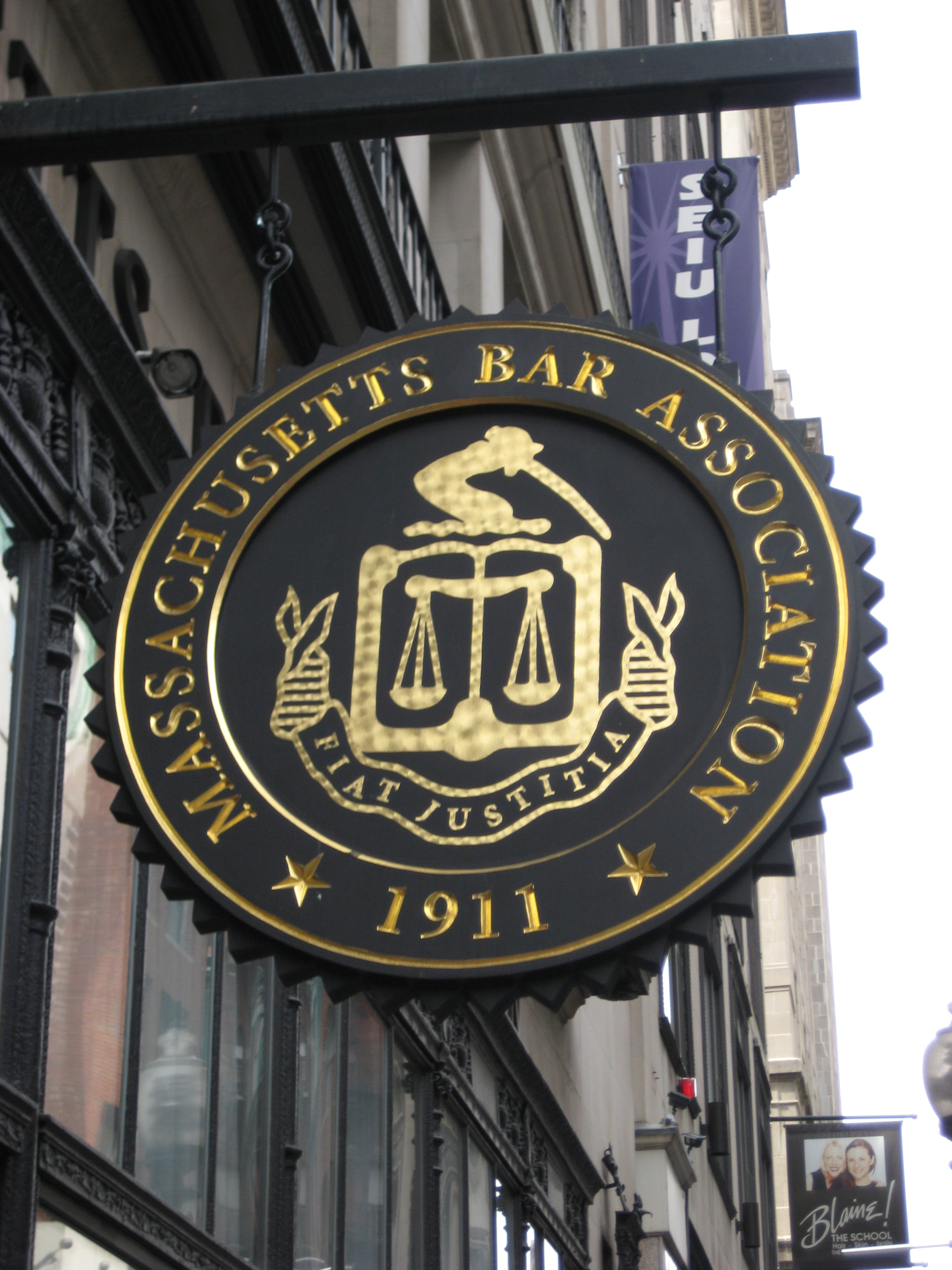
波士頓麻州律師公會外的招牌.

美國州律師公會（state bar association）為美國各州的律師公會，代表或則尋求代表在美國各州執業的律師之權益。公會的職能因各州而異，但通常包括州律師考試的管理、律師的法學持續教育(CLE)規定與其它要求，以及律師對道德或其他違法行為的紀律管理。州律師公會通常為會員提供服務，比如維護州內的律師目录服务、促進律師的社交活動、出版律師公會期刊，以及提供滿足這些"法學延續教育"(CLE)學分要求的課程。

## 外部連結
- Directory of State and Local Bar Associations, American Bar Association
- Avvo.com - Legal （页面存档备份，存于）